# 杉原重長
杉原 重長（すぎはら しげなが）は、但馬国豊岡藩の第2代藩主。

## 生涯
元和2年（1616年）、江戸で初代藩主杉原長房の長男として生まれる。寛永6年（1629年）、父の死去により家督を継いだ。寛永21年（1644年）10月28日、29歳で死去する。
重長には娘が1人いるだけで男児がいなかったため、父・長房の外孫に当たる重玄（交代寄合・竹中重常の三男）を養嗣子に迎え、自分の一人娘を娶わせることで跡を継がせようとしたが、この末期養子は認められず、重長の死後、豊岡藩は2万石から1万石に減知された上で重玄の家督相続が認められた。

## 系譜
- 父：杉原長房（1574-1629）
- 母：浅野長政の娘
- 正室：小出吉親の次女
- 継室：織田高長の娘
- 生母不明の子女
  - 女子：杉原重玄正室
- 養子
  - 男子：杉原重玄（1637-1653） - 竹中重常（竹中重門の長男）の三男